# Physemacris variolosa
Physemacris variolosa is een rechtvleugelig insect uit de familie Pneumoridae. De wetenschappelijke naam werd gepubliceerd in 1758 door Carl Linnaeus in de tiende editie van Systema naturae.